# Thomas Lewis
Thomas Lewis, CBE, FRS (Cardiff, 26 de dezembro de 1881 — Rickmansworth, 17 de março de 1945) foi um cardiologista britânico.

## Obras
- Clinical Electrocardiography 2nd edition 1913
- Clinical disorders of the heartbeat: a handbook for practitioners and students. Published 1912  by Shaw & Sons, London
- The Soldier´s Heart and the Effort Syndrome, 1918
- The blood vessels of the human skin and their responses, 1927
- Diseases of the Heart, 1932
- Bücher von Thomas Lewis im Internet Archive
- J. C. Meakins, J. Parkinson, E. B. Gunson, T. F. Cotton, J. G. Slade, A. N. Drury, T. Lewis: A Memorandum UPON HEART AFFECTIONS IN SOLDIERS: WITH SPECIAL REFERENCE TO PROGNOSIS OF "IRRITABLE HEART." In: British medical journal. Band 2, Nummer 2908, September 1916, S. 418–420, PMID 20768301, PMC 2354720.